# روس رابینسون
روس رابینسون (انگلیسی: Ross Robinson؛ زادهٔ ۱۳ فوریهٔ ۱۹۶۷) یک موسیقی‌دان اهل ایالات متحده آمریکا است. وی از سال ۱۹۹۱ میلادی تاکنون مشغول فعالیت بوده‌است.